# Campeonato Nacional de Rodeo de 1964
El Campeonato Nacional de Rodeo de 1964 fue la versión 16° de este torneo y se disputó en el otoño austral de 1964 en Ovalle, contando con las mejores colleras de la temporada 1963-1964. Ha sido la oportunidad en que se ha disputado más al norte el Campeonato Nacional y los campeones fueron los hermanos José Manuel y Guillermo Aguirre, quienes montaron a "Ñipán" y "Reparo", potros del criadero Curiche, de propiedad de Estanislao Anguita.

## Antecedentes
Este campeonato fue el segundo en realizarse bajo la regulación del rodeo chileno por parte de la Federación del Rodeo Chileno. Antes de comenzar la serie de campeones se disputó la prueba del movimiento de la rienda y el ganador fue Raúl Rey en "Ganchito".
Posteriormente se realizó la serie de campeones, en donde clasificaron las mejores colleras ganadoras de las distintas series de clasificación. Al finalizar la serie de campeones los ganadores fueron José Manuel Aguirre y Guillermo Aguirre en "Ñipán" y "Reparo". La collera representante de Los Ángeles llegó a la cima con 16 puntos, un puntaje relativamente bajo para una final de Chile, pero los ganadores demostraron una gran maestría en la conducción de sus caballares.
El segundo lugar fue para el gran René Urzúa junto con Juan Ormeño en "Follaje" y "Humay", mientras que el tercer lugar fue para Julio Santos y Ricardo Martínez "Tentada" y "Bruja". Además corrieron el cuarto animal Omar Martínez y Sergio Rodríguez en "Flecha" y "Puchero", Julio Bustamante y Óscar Bustamante en "Rancherito" y "Mentirosa" y finalmente Guillermo Aguirre y Demetrio Villegas en "Cahualina" y "Tejavana".
El campeonato tuvo un lleno total, las entradas se agotaron un día antes de iniciarse el rodeo, quedando muchas personas sin poder entrar a ver la final. La totalidad de las entradas eran numeradas, una novedad en el rodeo chileno.
A fines de 1964 Círculo de Periodistas Deportivos de Chile (CPD) eligió a Luis Mayol como el mejor deportista del rodeo y a José Manuel Aguirre como mejor deportista del polo. El campeón del rodeo era también un destacado polero, terminando aquel año con un hándicap 6.

## Homenaje en 2015
En el año 2015, a 51 años del campeonato de 1964, se realizó un homenaje a los campeones en la plaza de Armas de Ovalle, ante las autoridades encabezadas por el alcalde Cristián Rentería y luego que un desfile de jinetes a caballo, llegara hasta este punto de la ciudad, saliendo desde la medialuna, donde se había estado desarrollando el rodeo de Primera con puntos.

## Resultados

### Serie de campeones
| Cuarto Animal 1964 | Cuarto Animal 1964                      | Cuarto Animal 1964  | Cuarto Animal 1964 | Cuarto Animal 1964 |
| ------------------ | --------------------------------------- | ------------------- | ------------------ | ------------------ |
| Lugar              | Jinetes                                 | Caballos            | Asociación         | Puntaje            |
| 1.º                | José Manuel Aguirre y Guillermo Aguirre | "Ñipán" y "Reparo"  | Los Ángeles        | 16                 |
| 2.º                | René Urzúa y Juan Ormeño                | "Follaje" y "Humay" | Chimbarongo        | 13                 |
| 3.º                | Julio Santos y Ricardo Martínez         | "Tentada" y "Bruja" | Río Bueno          | 10                 |

## Cuadro de honor temporada 1963-1964

### Jinetes
- 1.º Julio Santos[9]
- 2.º Guillermo Aguirre
- 3.º Abelino Mora
- 4.º José Manuel Aguirre
- 5.º Ruperto Valderrama
- 6.º Santiago Urrutia
- 7.º Eliseo Calderón
- 8.º Santiago Soto
- 9.º Ramón Cardemil
- 10.º Enrique Ruiz-Tagle

### Potros
- 1.º Reparo
- 2.º Huachipato
- 3.º Tabacazo
- 4.º Ñipán
- 5.º Estribo
- 6.º Batelero
- 7.º Polvareda
- 8.º Abalorio
- 9.º Flecha
- 10.º Jornalero